# Hälleviksstrand
Hälleviksstrand is een plaats in de gemeente Orust in het landschap Bohuslän en de provincie Västra Götalands län in Zweden. De plaats heeft 225 inwoners (2005) en een oppervlakte van 30 hectare.